# Icono (religión)

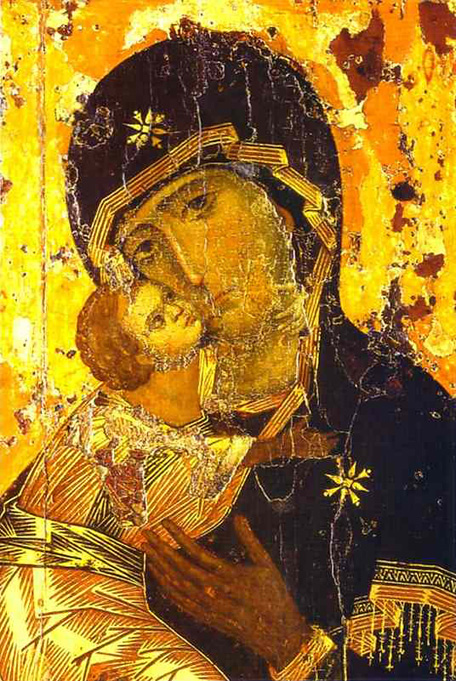
Virgen de Vladímir.

Un icono o ícono (del francés icône, este del ruso ikona, y este del griego bizantino, εἰκών; romanización, eikōn), que significa literalmente «imagen», es una obra de arte religioso del cristianismo oriental en el que se representa a Jesús, María, los santos, los ángeles, eventos bíblicos, etc. Se emplean durante la oración, el creyente ora en su presencia y son venerados pero no se le ora directamente o reciben adoración por los cristianos ortodoxos.
Los íconos se pintan o «escriben» según algunos autores ya que se trata de trata de imágenes semasiográficas que pueden ser interpretadas y leídas de forma sistemática. Se hacen sobre paneles de madera con témpera, pero también pueden estar fundidos en metal, tallados en piedra, bordados en tela, hechos en mosaicos o frescos, impresos en papel o metal, etc. Aunque especialmente asociado retratos que se concentran en una o dos figuras principales, el término icono también incluye la mayoría de las imágenes religiosas producidas por el cristianismo oriental, incluidas escenas narrativas, generalmente de la Biblia, o la vida de los santos.
La tradición de la pintura de iconos se desarrolló notablemente en el Imperio bizantino, principalmente en la ciudad de Constantinopla. Posteriormente se expandió a otras regiones influidas por la Iglesia ortodoxa, tales como Bulgaria, Grecia, la Rus de Kiev, Rumania, etc. Tras la cristianización de la Rus de Kiev por Vladimiro I de Kiev en 988, el uso y fabricación de iconos llegaría a los Principados de Vladímir-Súzdal y el de Moscú y su sucesor, el Zarato ruso. Los iconos conservados más antiguos, son de los siglos VI y VII, se encuentran casi todos en el Monasterio de Santa Catalina del Monte Sinaí.
En la tradición de la Iglesia ortodoxa, existen reportes de iconos que exudan mirra o que son milagrosos. Según la doctrina ortodoxa, se entiende que los milagros son ejecutados por Dios a través de los iconos; no que los iconos tengan por sí mismos propiedades mágicas.

## Historia

### Surgimiento del icono

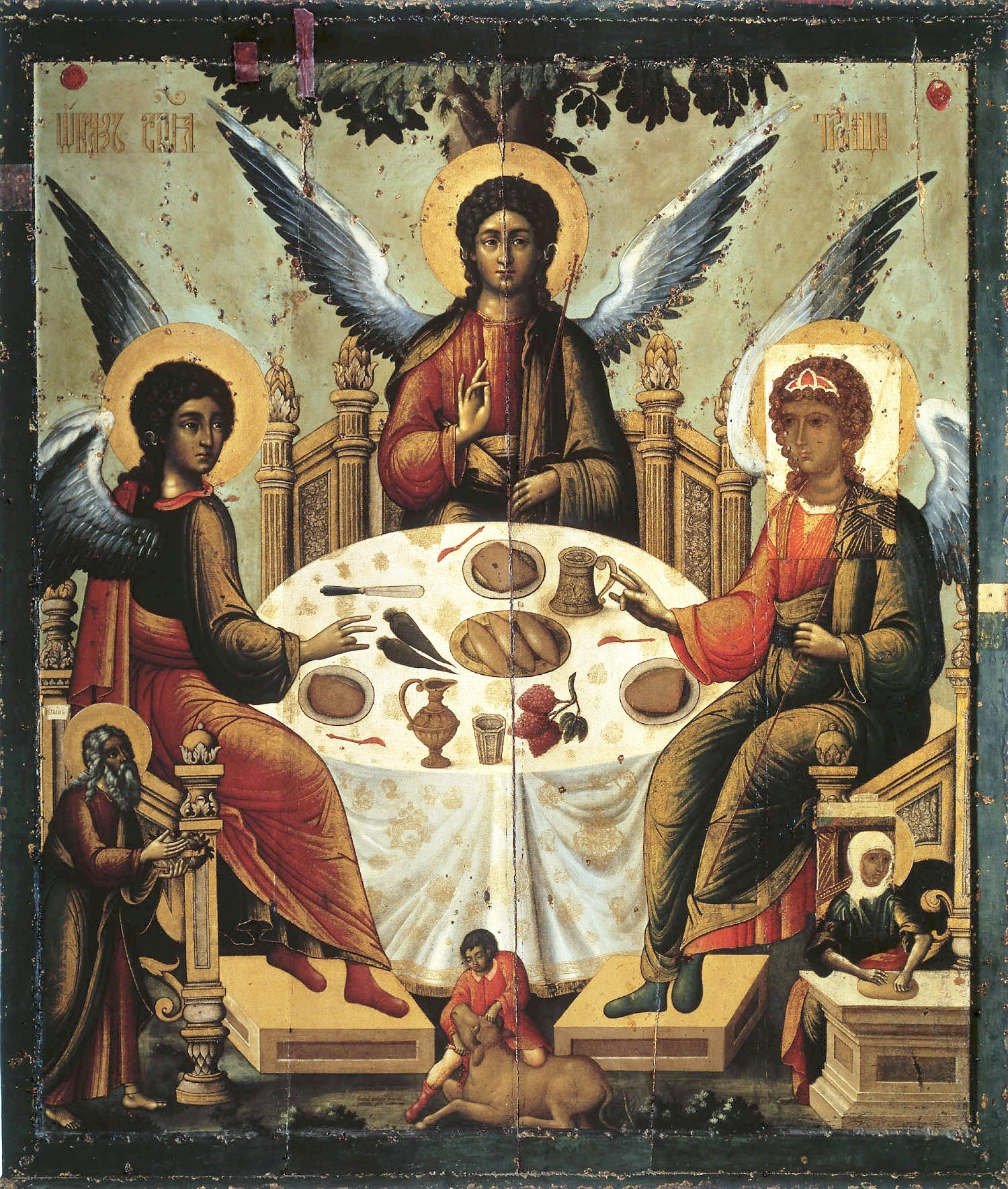
Icono ruso de la Santa Trinidad

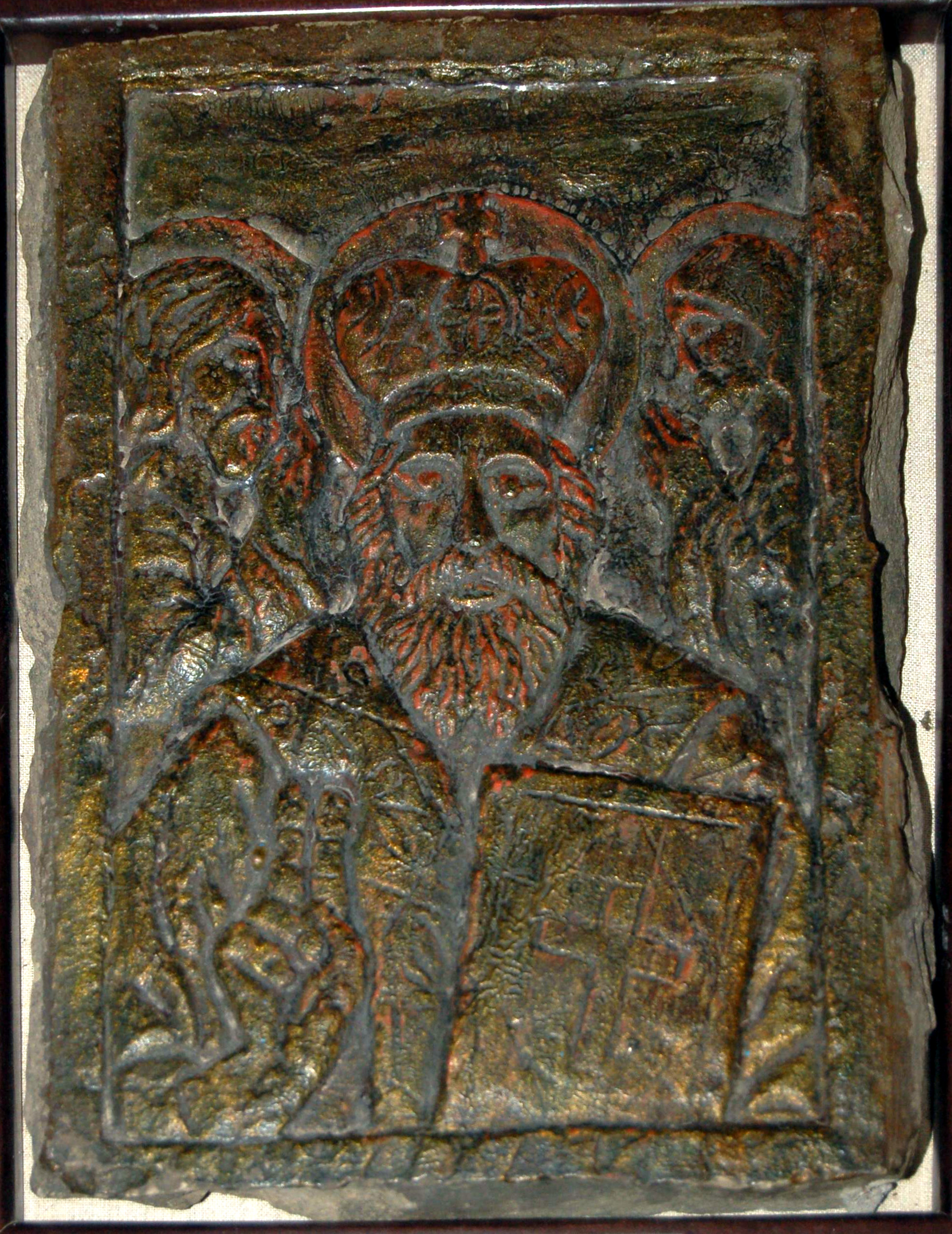
El icono de San Nicolás tallado en piedra. Entre los siglos XII y XV. Castillo de Radomysl, Ucrania.

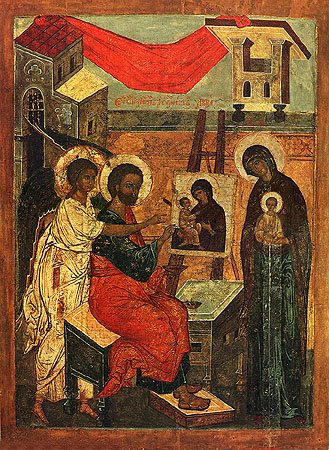
Lucas pintando la Theotokos de Vladimir (Pskov)

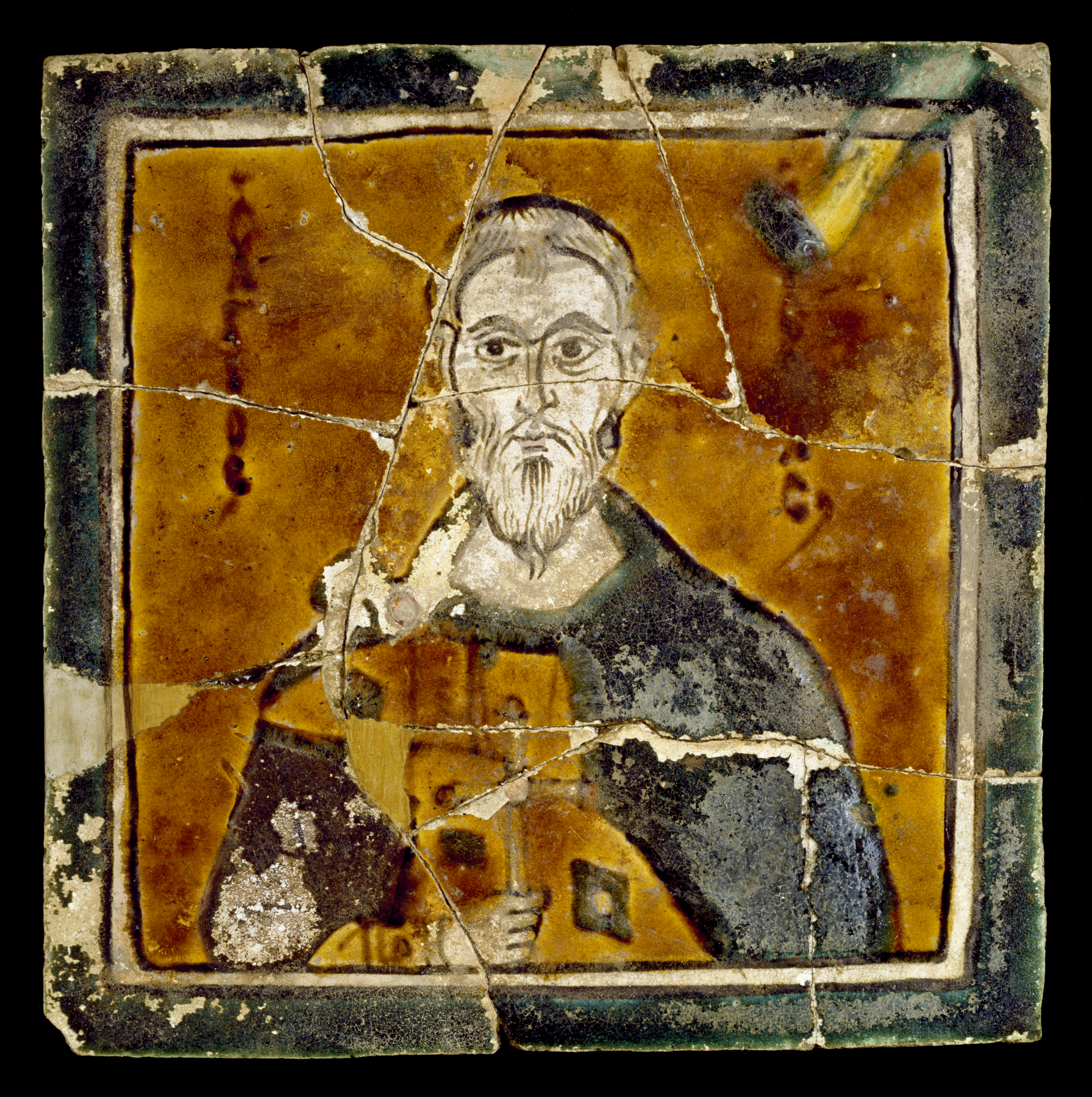
Un raro icono de cerámica; este representa a San Arethas (bizantino,).

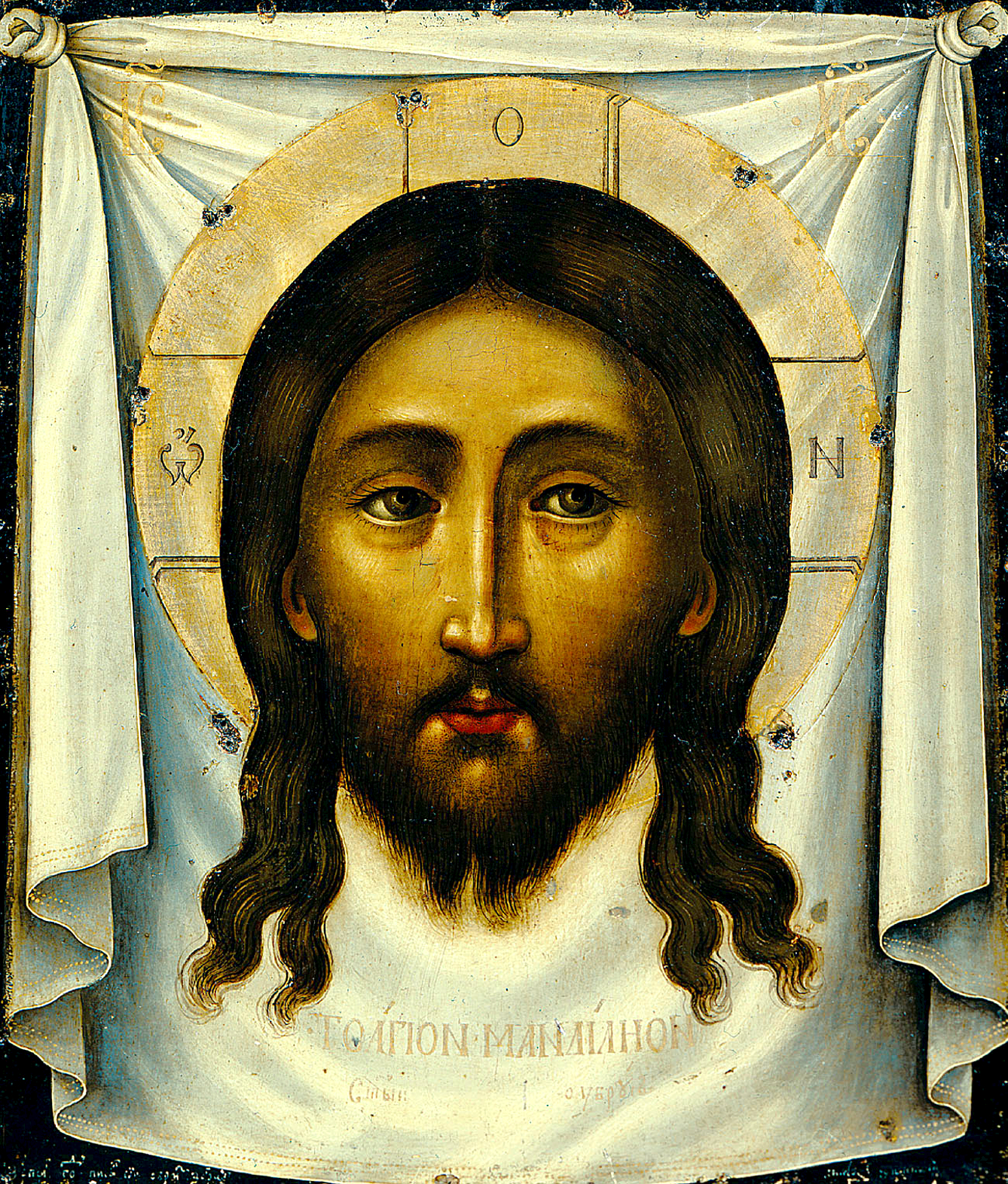
Imagen del Salvador No hecha a mano: una iconografía tradicional ortodoxa en la interpretación de Simón Ushakov (1658).

Las religiones precristianas habían producido y utilizado diversas obras de arte. Las estatuas y pinturas de diversos dioses y deidades eran adoradas y veneradas con regularidad. No está claro cuándo los cristianos iniciaron estas actividades. La tradición cristiana que data del siglo VIII identifica a Lucas el Evangelista como el primer pintor de iconos, pero esto podría no reflejar los hechos históricos.
Aparte de la leyenda de que Pilato había hecho una imagen de Cristo, el Eusebio de Cesarea del siglo IV, en su Historia de la Iglesia, proporciona una referencia más sustancial a un "primer" icono de Jesús.  Relata que el rey  Abgar de Edesa (fallecido c. en el año 50 de la era cristiana) envió una carta a Jesús a Jerusalén, pidiéndole que viniera a curarle de una enfermedad.  Esta versión de la historia de Abgar no menciona una imagen, pero un relato posterior encontrado en la Doctrina de Addai siríaca (c. 400€) menciona una imagen pintada de Jesús en la historia; y aún más tarde, en el relato del siglo VI dado por Evagrio Escolástico, la imagen pintada se transforma en una imagen que apareció milagrosamente en una toalla cuando Cristo apretó el paño contra su cara mojada. Otras leyendas cuentan que el paño permaneció en Edesa hasta el siglo X, cuando fue llevado por el general Juan Kourkouas a Constantinopla. Desapareció en 1204, cuando los cruzados saquearon Constantinopla, pero para entonces numerosas copias habían establecido firmemente su tipo icónico.
El texto cristiano del siglo IV Historia Augusta produjo los primeros registros escritos conocidos de imágenes cristianas tratadas como iconos (en un contexto de pagano o Gnóstico) en su Vida de Alejandro Severo (xxix) que formó parte de la Historia Augusta. Según Lampridio, el emperador Alejandro Severo (reino 222 -235), él mismo no era cristiano, había mantenido una capilla doméstica para la veneración de imágenes de emperadores divinizados, de retratos de sus antepasados, y de Cristo,  Apolonio, Orfeo y Abraham.  San  Ireneo, (c. 130-202) en su Contra las herejías (1:25;6) dice despectivamente de los gnósticos carpocratianos:

También poseen imágenes, algunas de ellas pintadas, y otras formadas a partir de diferentes tipos de material; mientras que sostienen que una semejanza de Cristo fue hecha por Pilato en la época en que Jesús vivía entre ellos. Coronan estas imágenes y las colocan junto con las imágenes de los filósofos del mundo, es decir, con las imágenes de Pitágoras, Platón, Aristóteles y demás. También tienen otros modos de honrar estas imágenes, de la misma manera que los gentiles [paganos].

Por otra parte, Ireneo no habla críticamente de los iconos o de los retratos en sentido general, sino sólo del uso de los iconos por parte de ciertos sectarios gnósticos.
Otra crítica a la veneración de las imágenes aparece en el libro no canónico del siglo II Hechos de Juan (generalmente considerada una obra gnóstica), en la que el Apóstol Juan descubre que uno de sus seguidores ha mandado hacer un retrato suyo, y lo está venerando: (27)

... entró [Juan] en la alcoba, y vio el retrato de un anciano coronado de guirnaldas, y lámparas y altares puestos ante él. Y lo llamó y le dijo: Licomedes, ¿qué quieres decir con este asunto del retrato?  ¿Puede ser uno de tus dioses el que está pintado aquí?  Porque veo que sigues viviendo a la manera pagana.

Más adelante en el pasaje Juan dice: "Pero esto que has hecho ahora es infantil e imperfecto: has dibujado una semejanza muerta de los muertos."
Al menos una parte de la jerarquía de las iglesias cristianas todavía se oponía estrictamente a los iconos a principios del siglo IV.  En el Concilio de Elvira español no ecuménico (c. 305) los obispos concluyeron: "Las imágenes no deben colocarse en las iglesias, para que no se conviertan en objetos de culto y adoración".
El obispo Epifanio de Salamina, escribió su carta 51 a Juan, obispo de Jerusalén (c. 394) en la que relata cómo derribó una imagen en una iglesia y amonestó al otro obispo que tales imágenes son "opuestas... a nuestra religión".
En otra parte de su Historia de la Iglesia, Eusebio informa haber visto lo que él tomó como retratos de Jesús, Pedro y Pablo, y también menciona una estatua de bronce en Banias / Paneas bajo el monte Hermón, de la que escribió: "Dicen que esta estatua es una imagen de Jesús" (H.E. 7:18); además, relata que los lugareños consideraban la imagen como un recuerdo de la curación de una mujer con flujo de sangre por parte de Jesús (Lucas 8:43-48), porque representaba a un hombre de pie con un manto doble y con el brazo extendido, y a una mujer arrodillada ante él con los brazos extendidos como en súplica. John Francis Wilson sugiere la posibilidad de que esto se refiera a una estatua pagana de bronce cuya verdadera identidad había sido olvidada; algunos han pensado que representa a Esculapio, el dios griego de la curación, pero la descripción de la figura de pie y la mujer arrodillada en señal de súplica coincide precisamente con las imágenes encontradas en las monedas que representan al emperador barbudo Adriano. (reino  117 - 138) tendiendo la mano a una figura femenina -que simboliza una provincia romana- arrodillada ante él.
Cuando Constancia (la hermanastra del emperador  Constantino) le pidió una imagen de Jesús, Eusebio denegó la petición, respondiendo: Retratar puramente la forma humana de Cristo antes de su transformación, por otro lado, es quebrantar el mandamiento de Dios y caer en el error pagano". De ahí que Jaroslav Pelikan llame a Eusebio "el padre de la iconoclasia".
Después de que el emperador Constantino I extendiera el  la tolerancia oficial del cristianismo dentro del Imperio Romano en el año 313, un gran número de paganos se convirtieron. En este periodo de cristianización probablemente se extendió mucho el uso de imágenes cristianas entre los fieles, aunque con grandes diferencias respecto a las costumbres paganas. Robin Lane Fox afirma "A principios del siglo V, sabemos de la posesión de iconos privados de santos; hacia el c. 480-500, podemos estar seguros de que el interior del santuario de un santo estaría adornado con imágenes y retratos votivos, una práctica que probablemente había comenzado antes."
Cuando el propio Constantino, —cuyo reinado se extendió entre los años 306 y 337—, aparentemente se convirtió al cristianismo, la mayoría de sus súbditos siguieron siendo paganos. El culto imperial romano a la divinidad del emperador, expresado a través de la tradicional quema de velas y la ofrenda de incienso a la imagen del emperador, fue tolerado durante un tiempo porque habría sido políticamente peligroso intentar suprimirlo.  De hecho, en el siglo V los tribunales de justicia y los edificios municipales del imperio seguían honrando de esta manera el retrato del emperador reinante. En el año 425 Filostorgio, un supuesto arriano cristiano, acusó a los cristianos ortodoxos de Constantinopla de idolatría porque todavía honraban la imagen del emperador Constantino el Grande de esta manera. Gregory Dix señala que esto ocurrió más de un siglo antes de que encontremos la primera referencia a una honra similar de la imagen de Cristo o de sus apóstoles o santos, pero que parecería una progresión natural que la imagen de Cristo, el Rey del Cielo y de la Tierra, recibiera una veneración similar a la que se le daba al emperador romano terrenal. Sin embargo, los ortodoxos, los católicos orientales y otros grupos insisten en distinguir explícitamente la veneración de los iconos de la adoración de los ídolos por parte de los paganos.

### Teodosio a Justiniano

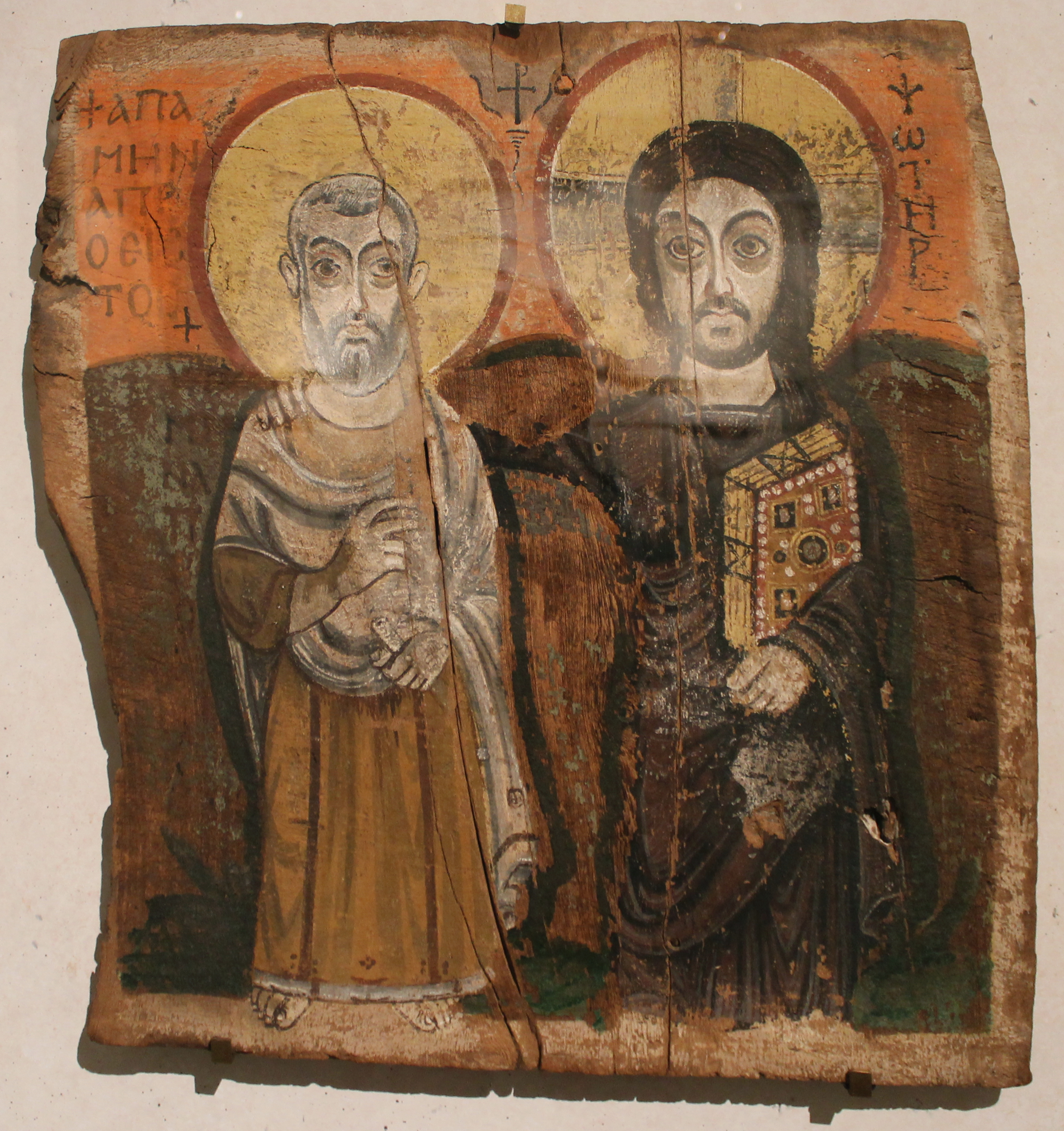
Cristo y el Abad Menas, icono copto del de Egipto (Museo del Louvre).

Tras la adopción del cristianismo como única religión estatal romana permitida bajo Teodosio I, el arte cristiano comenzó a cambiar no sólo en calidad y sofisticación, sino también en su naturaleza. Esto se debió en gran medida a que los cristianos fueron libres por primera vez de expresar su fe abiertamente sin la persecución del Estado, además de que la fe se extendió a los segmentos no pobres de la sociedad. Comenzaron a aparecer pinturas de mártires y sus hazañas, y los primeros escritores comentaron su efecto de realismo, uno de los elementos que algunos escritores cristianos criticaban del arte pagano: la capacidad de imitar la vida. Los escritores criticaban sobre todo las obras de arte paganas por señalar a falsos dioses, fomentando así la idolatría. Las estatuas redondas se evitaban por estar demasiado cerca del foco artístico principal de las prácticas de culto paganas, como han seguido siendo (con algunas excepciones a pequeña escala) a lo largo de la historia del cristianismo oriental.
Nilo del Sinaí (m. c. 430), en su Carta a Heliodoro Silentiarius, registra un milagro en el que San Platón de Ankyra se le apareció a un cristiano en un sueño. El santo fue reconocido porque el joven había visto a menudo su retrato. Este reconocimiento de una aparición religiosa a partir de la semejanza con una imagen era también una característica de los relatos piadosos paganos de apariciones de dioses a humanos, y era un topos habitual en la hagiografía. Un receptor crítico de una visión de San Demetrio de Tesalónica aparentemente especificó que el santo se parecía a las imágenes "más antiguas" de él -presumiblemente los mosaicos del siglo VII que aún se encuentran en Hagios Demetrios. Otro, un obispo africano, había sido rescatado de la esclavitud árabe por un joven soldado llamado Demetrios, que le dijo que fuera a su casa en Tesalónica. Tras descubrir que la mayoría de los jóvenes soldados de la ciudad parecían llamarse Demetrios, se dio por vencido y fue a la iglesia más grande de la ciudad, para encontrar a su salvador en la pared.

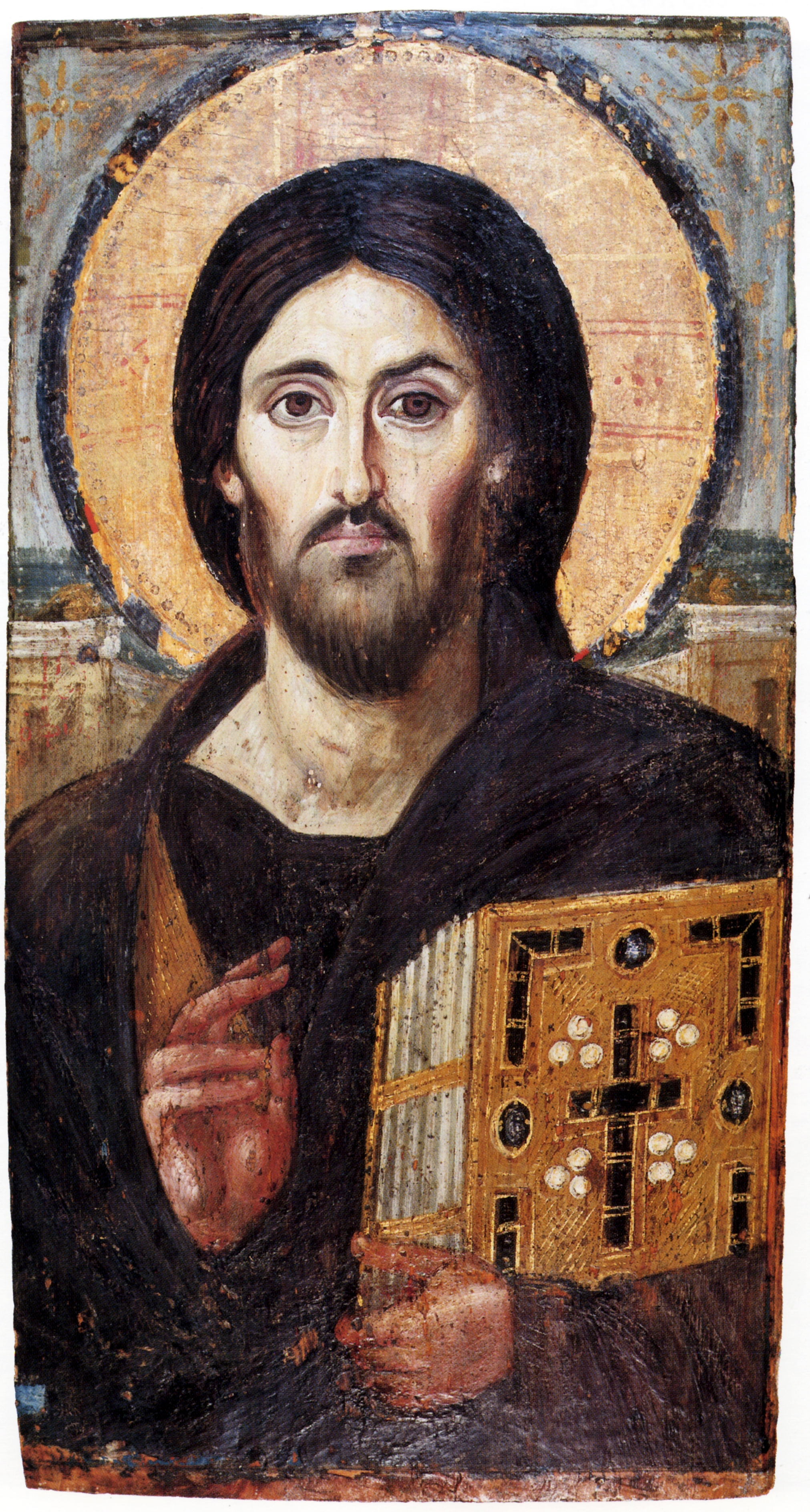
El icono más antiguo que se conserva de Cristo Pantocrátor, encausto sobre tabla, c. (Monasterio de Santa Catalina, Monte Sinaí).

Durante este periodo, la iglesia comenzó a desaconsejar todas las imágenes humanas no religiosas -el emperador y las figuras de los donantes contaban como religiosas-. Esto se hizo efectivo en gran medida, de modo que la mayoría de la población sólo veía imágenes religiosas y las de la clase dirigente. La palabra icono se refería a todas las imágenes, no sólo a las religiosas, pero apenas había necesidad de una palabra separada para éstas.

### El retrato de María de Lucas
Es en un contexto atribuido al siglo V donde aparece la primera mención de una imagen de María pintada del natural, aunque pinturas anteriores en muros de catacumbas se asemejan a los iconos modernos de María. Teodoro Lector, en su Historia de la Iglesia del siglo VI, 1:1 afirmó que Eudokia (esposa del emperador Teodosio II, m. 460) envió una imagen de la "Madre de Dios" llamada Icono de la Hodegetria desde Jerusalén a Pulcheria, hija de Arcadio, el anterior emperador y padre de Teodosio II. Se especificó que la imagen fue "pintada por el apóstol Lucas".
Margherita Guarducci relata una tradición según la cual el icono original de María atribuido a Lucas, enviado por Eudokia a Pulcheria desde Palestina, era un gran icono circular sólo de su cabeza. Cuando el icono llegó a Constantinopla, fue encajado como cabeza en un gran icono rectangular de ella sosteniendo al Niño Jesús, y es este icono compuesto el que se conoce históricamente como la Hodegetria. Además, afirma otra tradición que cuando el último emperador latino de Constantinopla, Balduino II, huyó de Constantinopla en 1261, se llevó esta parte circular original del icono. Ésta quedó en posesión de la Dinastía Angevina, que la insertó igualmente en una imagen mucho más grande de María y el Niño Jesús, que actualmente está consagrada sobre el altar mayor de la iglesia de la abadía benedictina de Montevergine. Desgraciadamente, este icono ha sido sometido a lo largo de los siglos posteriores a repetidos repintados, por lo que es difícil determinar el aspecto que tendría la imagen original del rostro de María. Sin embargo, Guarducci también afirma que en 1950 una antigua imagen de María en la iglesia de Santa Francesca Romana se determinó que era una imagen muy exacta, pero inversa, del icono circular original que se hizo en el siglo V y se llevó a Roma, donde ha permanecido hasta el presente.
En la tradición posterior el número de iconos de María atribuidos a Lucas se multiplicaría enormemente; la Salus Populi Romani, la Virgen de Vladímir, la Virgen de Iver del Monte Athos, la Madre de Dios de Tikhvin, la Odighitria y la Virgen Negra de Częstochowa son ejemplos, y otra se encuentra en la catedral del Monte Santo Tomás, que se cree que es una de las siete pintadas por San Lucas el Evangelista y llevadas a la India por santo Tomás. Etiopía tiene al menos siete más. Bissera V. Pentcheva concluye: "El mito [de Lucas pintando un icono] se inventó para apoyar la legitimidad de la veneración de iconos durante la controversia iconoclasta" [siglos VIII y IX, mucho más tarde de lo que dicen la mayoría de los historiadores del arte]. Al afirmar la existencia de un retrato de la Theotokos pintado en vida por el evangelista Lucas, los iconódulos "fabricaron pruebas de los orígenes apostólicos y de la aprobación divina de las imágenes".
En el período anterior y durante la Controversia iconoclasta, aumentaron mucho los relatos que atribuían la creación de iconos al período neotestamentario, y se creía que varios apóstoles e incluso la propia Virgen habían actuado como artistas o encargado las imágenes (también bordadas en el caso de la Virgen).

## Lectura de los íconos
Los íconos son un sistema de escritura semasiográfico con reglas bastante estrictas, «cuando se pinta un ícono, en realidad se escribe». Para leerlos no se deben analizar como un todo sino que se deben analizar los elementos individuales que contienen la información.
En el ícono siguiente, si solo se analiza el fragmento donde sale María con Jesús, sin tomar en cuenta a José y otros elementos, la interpretación parcial de Oreste Papadopol es la siguiente:
| Ícono                                                                | Elementos individuales                                                           | Interpretación                  | Lectura |
| -------------------------------------------------------------------- | -------------------------------------------------------------------------------- | ------------------------------- | --- |
|                                                                      | Halo dorado                                                                      | La luz de cristo dentro de ella | Desde la ignorancia de nuestros corazones, brilla la luz de Cristo desde el interior. María, humana de cuerpo mortal (azul interior) alcanzó la teosis (rojo exterior) a través del arrepentimiento y adoración gracias a la fe en Cristo, encarnado y resurrecto. |
| Prenda roja                                                          | Divinidad                                                                        |                                 | Desde la ignorancia de nuestros corazones, brilla la luz de Cristo desde el interior. María, humana de cuerpo mortal (azul interior) alcanzó la teosis (rojo exterior) a través del arrepentimiento y adoración gracias a la fe en Cristo, encarnado y resurrecto. |
| Prenda azul                                                          | Humanidad                                                                        |                                 | Desde la ignorancia de nuestros corazones, brilla la luz de Cristo desde el interior. María, humana de cuerpo mortal (azul interior) alcanzó la teosis (rojo exterior) a través del arrepentimiento y adoración gracias a la fe en Cristo, encarnado y resurrecto. |
| Brazos cruzados sobre el pecho (el brazo derecho sobre el izquierdo) | Arrepentimiento                                                                  |                                 | Desde la ignorancia de nuestros corazones, brilla la luz de Cristo desde el interior. María, humana de cuerpo mortal (azul interior) alcanzó la teosis (rojo exterior) a través del arrepentimiento y adoración gracias a la fe en Cristo, encarnado y resurrecto. |
| Falta de sombras                                                     | Es el mundo espiritual                                                           |                                 | Desde la ignorancia de nuestros corazones, brilla la luz de Cristo desde el interior. María, humana de cuerpo mortal (azul interior) alcanzó la teosis (rojo exterior) a través del arrepentimiento y adoración gracias a la fe en Cristo, encarnado y resurrecto. |
| Cueva                                                                | El corazón                                                                       |                                 | Desde la ignorancia de nuestros corazones, brilla la luz de Cristo desde el interior. María, humana de cuerpo mortal (azul interior) alcanzó la teosis (rojo exterior) a través del arrepentimiento y adoración gracias a la fe en Cristo, encarnado y resurrecto. |
| Color negro dentro de la cueva                                       | La ignorancia del corazón humano sobre lo divino                                 |                                 | Desde la ignorancia de nuestros corazones, brilla la luz de Cristo desde el interior. María, humana de cuerpo mortal (azul interior) alcanzó la teosis (rojo exterior) a través del arrepentimiento y adoración gracias a la fe en Cristo, encarnado y resurrecto. |
| Hincarse                                                             | Adoración                                                                        |                                 | Desde la ignorancia de nuestros corazones, brilla la luz de Cristo desde el interior. María, humana de cuerpo mortal (azul interior) alcanzó la teosis (rojo exterior) a través del arrepentimiento y adoración gracias a la fe en Cristo, encarnado y resurrecto. |
| Mirada hacia Cristo                                                  | Fe en Cristo                                                                     |                                 | Desde la ignorancia de nuestros corazones, brilla la luz de Cristo desde el interior. María, humana de cuerpo mortal (azul interior) alcanzó la teosis (rojo exterior) a través del arrepentimiento y adoración gracias a la fe en Cristo, encarnado y resurrecto. |
| Color café en cara y manos                                           | Carne mortal                                                                     |                                 | Desde la ignorancia de nuestros corazones, brilla la luz de Cristo desde el interior. María, humana de cuerpo mortal (azul interior) alcanzó la teosis (rojo exterior) a través del arrepentimiento y adoración gracias a la fe en Cristo, encarnado y resurrecto. |
| El bebé Jesús cubierto y parcialmente visible                        | Su muerte y sepultura, el color blanco representa su glorioso cuerpo resurrecto. |                                 | Desde la ignorancia de nuestros corazones, brilla la luz de Cristo desde el interior. María, humana de cuerpo mortal (azul interior) alcanzó la teosis (rojo exterior) a través del arrepentimiento y adoración gracias a la fe en Cristo, encarnado y resurrecto. |